# Youssou N'Dour
Youssou N'Dour, (Dakar, Senegal 1. listopada 1959.), senegalski je pjevač koji pjeva mješavinu između mbalaxa i popa.
Časopis Rolling Stone nazvao je N'Doura "Najpoznatijim afričkim živućim glazbenikom", ali u Europi je najpoznatiji po pjesmi 7 Seconds koju je otpjevao 1994. u duetu s Neneh Cherry. Youssou je surađivao i s drugim poznatim glazbenicima poput Petera Gabriela, Stinga, Bran Van 3000, Wyclefa Jeana, Paula Simona, Bruca Springsteena, Tracy Chapman, Branforda Marsalisa i dr.
Značajna je i voljena osoba u Senegalu, tako da i pored velikih svjetskih uspjeha nikada nije emigrirao iz svoje zemlje, a bio je aktivan i u socijalnim pitanjima. Predsjednik Abdoulaye Wade kritički je govorio protiv Youssoua u svibnju 2010., optužujući ga da utire put svome sinu u preuzmanju predsjedništva poslije njega.
Početkom 2012., započeo je utrku za predsjednika Senegala protiv Abdoulaye Wadea,  no biva diskvalificiran iz utrke zbog legitimnosti potpisa koje je skupljao za svoju kandidaturu.
U travnju 2012. objalvljeno je da je N'dour postao ministar turizma i kulture u kabinetu premijera vlade Abdoula Mbaye.
2004. bio je dobitnik Grammy Awarda za svoj "Egypt" u kategoriji "Best Contemporary World Music Album".
2007. Time Magazine ga je uvrstio među 100 najutjecajnijih osoba u svijetu.
Zajedno s Axelle Red napisao je skladbu "La Cour des Grands", koja je bila službena pjesma 
svjetskog nogometnog prvenstva 1998.
U listopadu 2020., Youssou N'Dour pridružio se prestižnoj Kraljevskoj švedskoj akademiji, navodi institucija.

## Vanjske poveznice
- Službena stranica
- Dobitnik Grammy Awardsa  Arhivirana inačica izvorne stranice od 13. kolovoza 2010. (Wayback Machine)
- Time Magazine  Arhivirana inačica izvorne stranice od 24. svibnja 2012. (Wayback Machine)